# 라트케주머니
라트케주머니(영어: Rathke's pouch) 또는 라트케낭은 사람 발생 중 입인두막 앞쪽의 입천장이 등쪽으로 자라나서 만들어지는 구조이다. 내분비계의 일부인 뇌하수체전엽으로 발달한다. 독일 발생학자 마르틴 하인리히 라트케의 이름을 따서 명명되었다.

## 발생
라트케주머니는 외배엽에서 유래한다.
주머니는 점점 자라나다가 인두에서 떨어져 나와 뇌하수체전엽이 된다. 라트케주머니의 앞쪽 벽은 증식하여 주머니의 대부분을 채우는데, 이것이 바로 뇌하수체 먼쪽부분(pars distalis)과 융기부분(pars tuberalis)이다. 한편 뒤쪽 벽은 중간부분(pars intermedia)이 된다.

## 임상적 중요성
간혹 앞쪽 벽이 충분히 증식하지 않아 주머니를 다 채우지 못하는 경우가 있다. 그러면 먼쪽부분과 중간부분 사이에 틈(라트케열, 영어: Rathke's cleft)이 남는다. 이 틈이 크게 자라면 라트케열 낭종(영어: Rathke's cleft cyst) 또는 라트케낭종이라고 한다. 보통은 무증상이지만 너무 크면 시력이나 색각에 영향을 미칠 수 있다.
라트케열 상피에서 두개인두종이라는 종양이 발생할 수도 있다.